# Coupe des champions de la CONCACAF 1965
La Coupe des champions de la CONCACAF 1965 était la édition de cette compétition.
La compétition étant complètement annulée, le champion est resté vacant.

## Compétition

### Phase de qualification

#### ZoneAmérique du Nord
Le match n'a pas eu lieu car aucun club n'a participé.

#### ZoneAmérique Centrale

##### Premier tour
| Date                         | Pays | Club                     | Aller | Retour | Club               | Pays | Commentaire |
| 3 / 10 octobre 1965          |      | CD Águila                | 4-1   | 2-1    | Aurora FC          |      |             |
| 3 / 10 octobre 1965          |      | Deportivo Santa Cecilia  | 2-1   | 0-3    | CD Olimpia         |      |             |
| 17 octobre / 5 novembre 1965 |      | Deportivo Unión Española | 1-1   | 0-8    | Deportivo Saprissa |      |             |

##### Deuxième tour
| Date                 | Pays | Club      | Aller | Retour | Club       | Pays | Commentaire |
| 25 / 31 octobre 1965 |      | CD Águila | 4-2   | 0-1    | CD Olimpia |      |             |

##### Troisième tour
| Date              | Pays | Club      | Aller | Retour | Club               | Pays | Commentaire |
| 27 / 31 mars 1966 |      | CD Águila | 1-2   | 0-0    | Deportivo Saprissa |      |             |

#### ZoneCaraïbes

##### Premier tour

###### Groupe A
Tous les matches devaient se tenir à Willemstad, Antilles néerlandaises du 13 au 17 décembre 1965, mais ont été annulés.
| Pays | Club            | Score  | Club            | Pays | Commentaire |
|      | Railways FC     | Annulé | FC Industriales |      |             |
|      | Aigle Noir AC   | Annulé | Railways FC     |      |             |
|      | FC Industriales | Annulé | Aigle Noir AC   |      |             |

###### Groupe B
Tous les matches devaient se tenir à Oranjestad, Antilles néerlandaises du 13 au 17 décembre 1965, mais ont été annulés.
| Pays | Club         | Score  | Club         | Pays | Commentaire |
|      | Paragon FC   | Annulé | SV Transvaal |      |             |
|      | SV Transvaal | Annulé | CRKSV RCA    |      |             |
|      | CRKSV RCA    | Annulé | Paragon FC   |      |             |

##### Deuxième tour
Le match devait avoir lieu le 19 décembre 1965 à Willemstad, Antilles néerlandaises, mais a été annulé.
| Pays | Club                  | Score  | Club                  | Pays | Commentaire |
|      | Vainqueur du groupe A | Annulé | Vainqueur du groupe B |      |             |

### Phase Finale
| Date | Pays | Club               | Aller  | Retour | Club                          | Pays | Commentaire |
|      |      | Deportivo Saprissa | Annulé | Annulé | Vainqueur de la zone Caraïbes |      |             |

Les deux équipes ont quitté le tournoi pour des raisons inconnues.